# Нова Ірландія (провінція)
3°0′ пд. ш. 151°30′ сх. д. / 3.000° пд. ш. 151.500° сх. д.
Нова Ірландія (раніше Новий Мекленбург, нім. Neu-Mecklenburg) — крайня північно-східна провінція Папуа Нової Гвінеї. Адміністративний центр — місто Кавіенг (20 665 осіб — дані за 2013), розташоване в північній частині однойменного острова.

## Фізико-географічний огляд
Найбільший острів провінції є частиною архіпелагу Бісмарка. Також до її складу входить кілька дрібніших островів: острови Сент-Маттайас (Муссала, Еміралі та 8 інших), Новий Ганновер, Джаул, острови Табар (хабар, Тата, Сімбері, Мабу, Мару), острови Ліхір (Самбіет, Малі, Манурі, Масахет, Ліхір), острови Танга (Малендок, Боанг, Ліф, Тефа, Бітлік, Бітбок), острови Фені (Амбайтл, бабасу) та Анір. Сумарна площа провінції становить 9557 км². Площа територіальних вод (включаючи виняткову економічну зону) провінції становить 230 000 км².

### Господарсько важливі види
На початку Французької революції, під час пошуків зниклої наукової експедиції, корабель La Recherche з видатним французьким ботаніком Жаком-Жюльєном Оту де Лабілльярдіером, проплив поблизу Нової Ірландії. У своєму щоденнику вчений фіксує наявність гаїв цінного тикового дерева (лат. tectona grandis), яке поширене в Індії та Таїланді в материковій Азії, а також на острові Ява (Індонезійський архіпелаг).

## Історія освоєння
Протягом 40 тисяч років відбулися щонайменше три виражені хвилі міграції на острів. 3300 років тому на острові існувала культура Лапіта. Давні жителі островів мали давні контакти з Китаєм та цивілізаціями Південно-Східної Азії. Голландські дослідники першими з європейців виявили острови. Довгий час в Європі вважалося, що острів Нова Ірландія є частиною Нової Британії, однак Філіп Картерет виявив протоку між островами та назвав Нову Ірландію англ. Nova Hibernia. Протягом 1870-х та 1880-х років маркіз де Рейес, французький дворянин, марно намагався колонізувати острів, проголосивши його колонією «Нова Франція» (фр. La Nouvelle France). Він організував чотири невдалі експедиції колоністів, (всі їхні учасники померли), найвідоміша закінчилася смертю 123 поселенців. Місіонерська активність була відсутня на острові до початку німецької колонізації (1877), в ході якої він під назвою Новий Мекленбург був включений в конгломерат німецьких володінь у північній частині сьогоднішньої Папуа Нової Гвінеї.
Блекбедінг (англ. Blackbirding) — насильницьке переміщення молодих людей аборигенів для роботи на плантаціях — був широко поширений у Новому Мекленбурзі з кінця XIX століття.
Австралія почала контролювати острів на початку I Світової війни (1914) та перейменувала його на Нову Ірландію. Згідно з постановою Ліги Націй від 1921 року, Нова Ірландія оголошувалася підмандатною територією Нової Гвінеї, керованої Австралією. Під час II Світової війни острів окупували японські війська, окупація тривала з січня 1941 по вересень 1945 року. Австралійська колоніальна адміністрація керувала територією до проголошення незалежності Папуа Нової Гвінеї в 1975 році.

## Економіко-географічний огляд

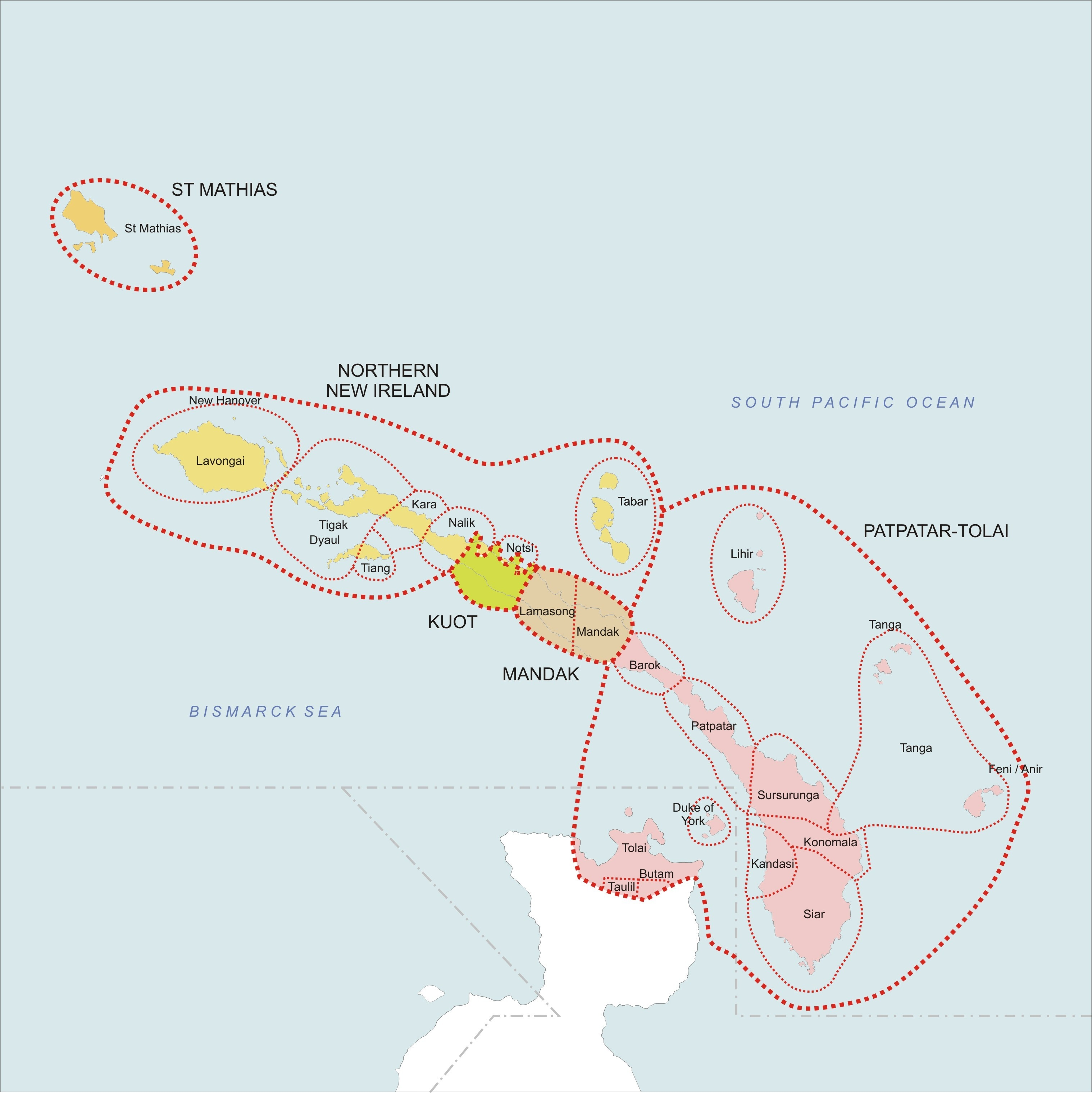
Карта мовних ареалів провінції Нова Ірландія.

### Населення
За результатами перепису населення у 2000 році чисельність жителів становила 118 350 осіб, що відповідало 20-му місцю серед провінцій країни. Рівень урбанізації вкрай низький — більш 90 % населення проживало в маленьких сільських населених пунктах. Населення дуже молоде — середній вік становив 18,7 років. 40 % населення це молодь (до 15 років), тоді як старші люди (понад 65 років) — лише 3 %. За переписом 2011 року населення провінції становило 194 067 осіб (19-те місце).
| 1980   | 1990    | 2000     | 2011     |
| ------ | ------- | -------- | -------- |
| 66 028 | ▲86 999 | ▲118 350 | ▲194 067 |

Наматанаї — друге за величиною місто острова (1630 осіб — 2013) після міста Кавіенг, розташоване в ⅔ протяжності острова від столиці. Міста з'єднує дорога Болумінскі-Хайвей, яка проходить по східному узбережжю. Населення провінції говорить 20-тьма мовами, кількість діалектів та субдіалектів оцінюється в 45. Всі мови належать до новоірландської мовної групи Західно—океанської гілки австронезійської мовної родини, за винятком єдиної ізольованої мови Куот.

### Культура
Культура Нової Ірландії є сумішшю старих та нових елементів (типова для Океанії ситуація): традиційні культові практики (звичаї) широко поширені та повсюдно шановані, проте останнім часом структура суспільства зазнає значних змін під впливом активності місіонерів, урбанізації та сучасної глобальної культури.
Найвідомішою класичною культурою Нової Ірландії є культура Малаган — слово з мови налік, що позначає давню та шановану систему звичаїв та церемоній, яку практикують на більшій частині території острова. Слово «Малаган» також позначає вид мистецтва на острові, в якому померлі зображуються у вигляді різьблених дерев'яних масок. Маски Малаган мають символічне значення, поминання померлих здійснюється в спеціальній церемонії з їх допомогою: в маски, за повір'ями адептів, входять духи померлих членів племені. У колоніальні часи маски Малаган були предметом колекціонування для європейців, нині їх можна побачити в багатьох музеях Старого Світу.

### Адміністративний поділ

Адміністративна карта провінції Нова Ірландія.

Кожна провінція Папуа Нової Гвінеї розділена на один та більше районів, а кожний район на округи місцевого самоврядування (англ. Local Level Government (LLG) areas).
| Район     | Районний центр | Округ місцевого самоврядування |
| --------- | -------------- | ------------------------------ |
| Кавіенг   | Кавіенг        | Кавіенгский міський            |
| Кавіенг   | Кавіенг        | Лавонгайский сільський         |
| Кавіенг   | Кавіенг        | Мюраткий сільський             |
| Кавіенг   | Кавіенг        | Тіканасский сільський          |
| Наматанаі | Наматанаі      | Коноагільский сільський        |
| Наматанаі | Наматанаі      | Наматаісский сільський         |
| Наматанаі | Наматанаі      | Німамарский сільський          |
| Наматанаі | Наматанаі      | Сентрал Ніу Аїла               |
| Наматанаі | Наматанаі      | Танірский сільський            |